# Armin Rohde

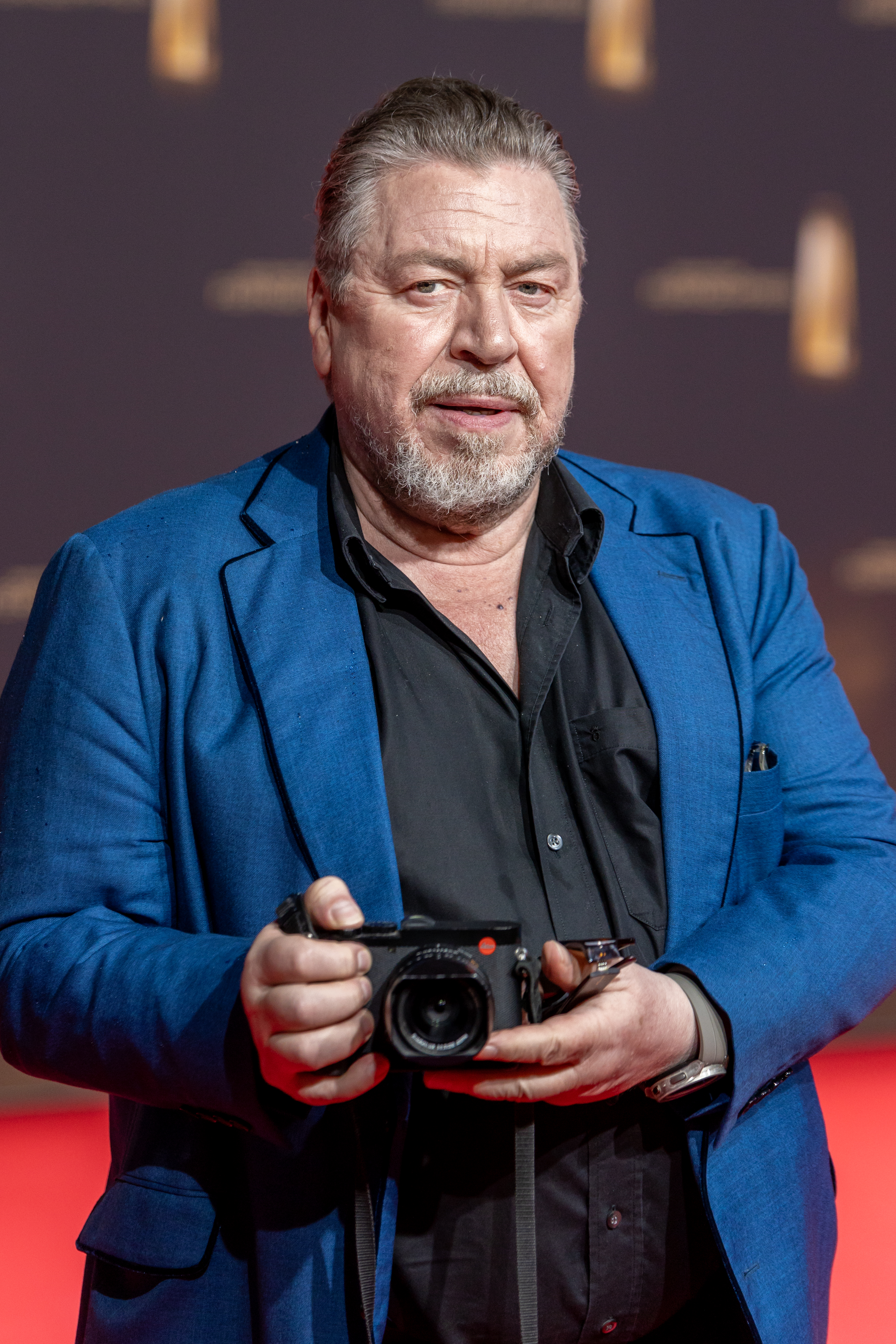
Armin Rohde, 2024

Armin Kurt Rohde (bürgerlich: Armin Kurt Rohde-Baron von Schilling; * 4. April 1955 in Gladbeck) ist ein deutscher Schauspieler, Hörspiel- und Synchronsprecher. Seinen Durchbruch hatte er 1992 in der Rolle des „Bierchen“ in dem Kinofilm Kleine Haie.

## Kindheit und Jugend
Armin Rohde wurde als ältestes von vier Kindern des Bergmanns und späteren Fabrikarbeiters Kurt Rohde und dessen Frau Ursel, geb. Bayer, in Gladbeck geboren. Dort arbeitete sein Vater, ein gelernter Maler und Lackierer, auf der Zeche Graf Moltke; die Mutter arbeitete in einer Fabrik. Rohde wuchs in Gladbeck und in Wuppertal auf und besuchte das Gymnasium, wo er einer der wenigen Schüler aus einer Arbeiterfamilie war. In Wuppertal weckte das Tanztheater Wuppertal Pina Bausch seine Faszination für die Bühne. Rohde verließ die Schule zwei Monate vor dem Abitur und jobbte anschließend als Hilfsarbeiter, Reisebegleiter und Postsortierer und reiste ein Jahr lang praktisch ohne Geld durch die USA. Zivildienst leistete er im Krankenhaus.

## Karriere

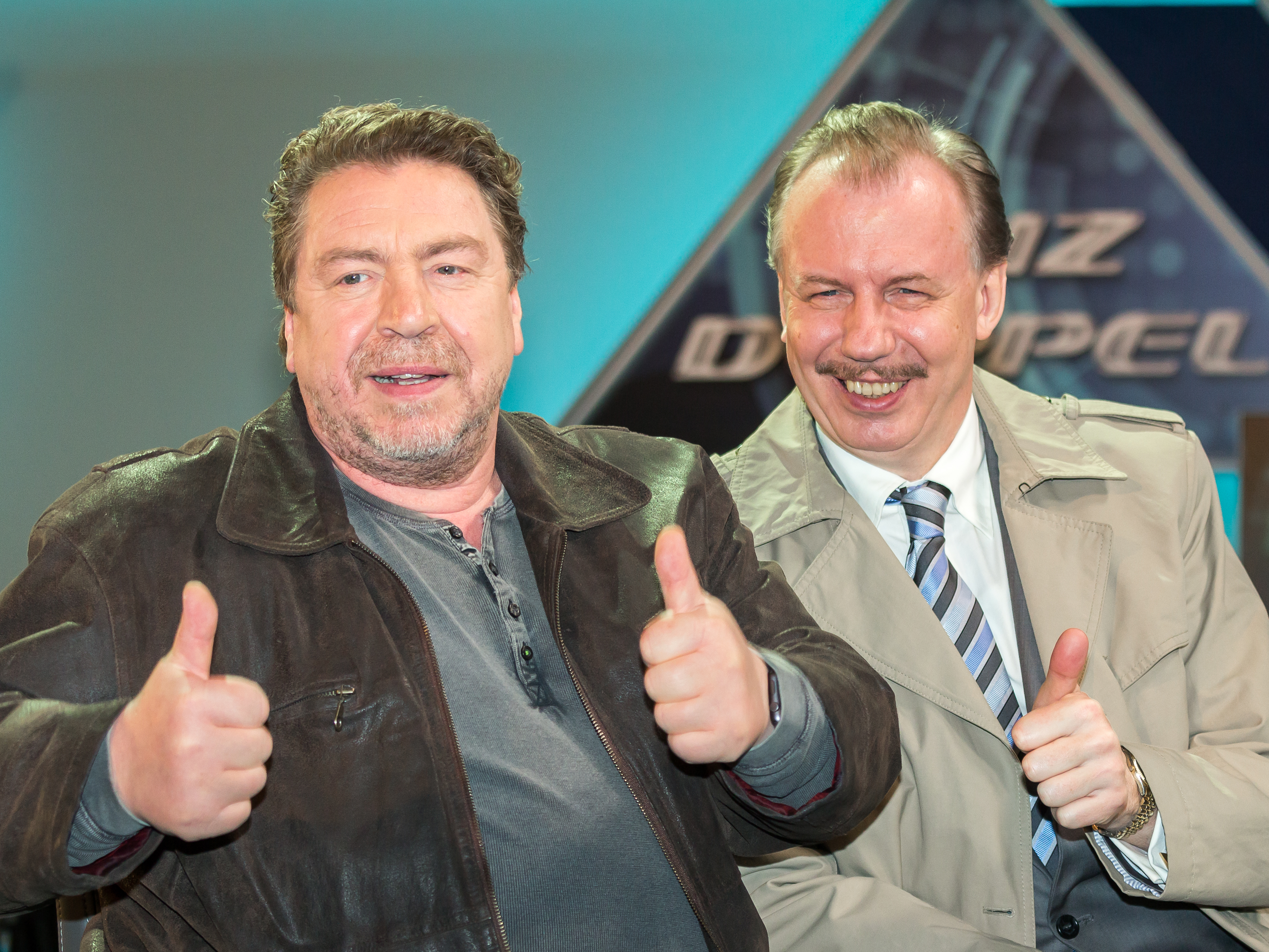
Armin Rohde mit Ludger Pistor, 2016

Nach seiner Ausbildung an der Folkwang Universität der Künste in Essen (1980 bis 1984) und an Pierre Bylands Clown-Schule war Rohde ab 1984 an diversen Theatern in Bielefeld und Bochum beschäftigt. Erste Rollen hatte er in Bertolt Brechts Dreigroschenoper als Mackie Messer, in Sophokles’ Oedipus und in Warten auf Godot von Samuel Beckett. Zu seinen Ensemble-Kollegen gehörten unter anderem Dietmar Bär, Peter Lohmeyer und Joachim Król.
Sein Filmdebüt gab er unter der Regie von Rolf Silber in der Rolle des Holger in der Filmkomödie Kassensturz mit Christoph M. Ohrt in der Hauptrolle. Zwischen 1988 und 1994 übernahm er mehrere Gastrollen in der ZDF-Krimiserie Ein Fall für zwei. Im letzten Schimanski-Tatort Der Fall Schimanski war er 1991 an der Seite von Götz George als ominöser Fahrzeuglackierer Pfeifer zu sehen. 1992 spielte er eine kleine Rolle in Helmut Dietls Schtonk! Im selben Jahr hatte er mit Sönke Wortmanns Film Kleine Haie seinen Durchbruch. Mit seiner Darstellung des Sportwagenfahrers „Bierchen“ wurde Rohde einem größeren Publikum bekannt. Nach dieser Rolle besetzte Wortmann ihn auch in seinen Spielfilmen Der bewegte Mann (1994) und Das Superweib (1996). In den nachfolgenden Jahren war er wiederholt auf der Kinoleinwand zu sehen, u. a. in Wolfgang Beckers Komödie Das Leben ist eine Baustelle (1997), Tom Tykwers Actionthriller Lola rennt (1998), Joseph Vilsmaiers Filmbiografie Marlene (2000), Dana Vávrovás Zirkusfilm Der Bär ist los! (ebenfalls 2000) und in Til Schweigers Filmkomödien Barfuss (2005) und Keinohrhasen (2007).
2000 erhielt er die Goldene Kamera für seine Darstellung des betrunkenen Postboten Manfred in Sönke Wortmanns St. Pauli Nacht. 2004 bekam er den Adolf-Grimme-Preis für seine Rolle des Hanno Wilmers in dem Fernsehfilm Dienstreise – Was für eine Nacht.
1996 trat Rohde für Manfred Krug als Fernfahrer Kaschinski die Nachfolge in der Neuauflage der Fernsehserie Auf Achse an. Von 2002 bis 2006 spielte er für das ZDF den Frieder Fischbach in der Trilogie Pommery und … Putenbrust – Hochzeitstorte – Leichenschmaus, die Geschichte der Berliner Familie Fischbach, mit Mareike Carrière, Katharina Thalbach und Eva Hassmann. Seit 2003 ist er als Kommissar Erichsen eine der Hauptfiguren in Lars Beckers ZDF-Krimireihe Nachtschicht. Von 2010 bis 2022 war er an der Seite von Ludger Pistor in der fünfteiligen ARD-Filmreihe Schnitzel als Langzeitarbeitsloser Günther Kuballa zu sehen. Als indirekte Fortsetzung folgte 2019 zusätzlich die Miniserie Ohne Schnitzel geht es nicht, deren letzte zwei Folgen mit der vierten Episode Schnitzel de Luxe identisch sind. Für den historischen ZDF-Fernsehfilm Zwischen Himmel und Hölle über den Beginn der Reformation in Wittenberg stand er 2016 an der Seite von Maximilian Brückner, Jan Krauter, Johannes Klaußner und Aylin Tezel vor der Kamera. Seit 2017 spielt er den alkoholkranken Fredo Schulz in der ZDF-Krimireihe Der gute Bulle.
Rohde wirkte auch in einigen Kinder- und Jugendproduktionen, wie 2006 in Gernot Rolls Der Räuber Hotzenplotz in der Titelrolle und in Freche Mädchen (2008) sowie deren Fortsetzung Freche Mädchen 2 (2010) als Mathelehrer „Rumpelstilzchen“. 2010 spielte er den Lehrer Herr Rothkirch in Teufelskicker und war neben Ann-Kathrin Kramer als Graf Gustav in dem Märchenfilm Der Meisterdieb zu sehen. 2019 übernahm er in Viviane Andereggens Die drei !!! als Kneipier Hein und in Ngo The Chaus Schneewittchen und der Zauber der Zwerge in der Rolle des alten Schmieds Nebenrollen.
Im Herbst 2022 trat Rohde als „Goldi“ in der siebten Staffel der ProSieben-Show The Masked Singer auf und wurde in der fünften Folge demaskiert.
2009 erschien eine Autobiografie Rohdes unter dem Titel Größenwahn und Lampenfieber. Die Wahrheit über Schauspieler.
2011 übernahm Rohde die Schirmherrschaft für die Aktion „Gemeinsam für Greta“ der Deutschen Knochenmarkspenderdatei. 2015 wurde er Schirmherr für die Opferberatungsstelle von Chance e. V. Münster.

## Familie
Rohdes Familie väterlicherseits stammt aus Danzig und flüchtete Ende des Zweiten Weltkriegs nach Schleswig-Holstein. Sein Großvater Hermann Rohde fiel in den letzten Kriegsmonaten 1945 nordwestlich von Danzig. Die Familie von Rohdes Mutter stammt aus dem Sudetenland. Sein Großvater Franz Bayer, 1902 in Rindles, einem Vorort von Oberplan (heute: Žlábek, Tschechien) geboren, war während des Zweiten Weltkriegs Angehöriger des Reserve-Polizeibataillons 61 und an Massenerschießungen von Juden beteiligt. Bayer, Vater von neun Kindern (darunter eines aus einer inzestuösen Beziehung zu einer seiner Töchter stammend), hatte innerhalb seiner Einheit einen schlechten Ruf, galt als „geistig zurückgeblieben“ und „besonders gewaltaffin“: Am und im Warschauer Ghetto tötete er meist willkürlich – „aus Mordlust und niedrigen Beweggründen und auf heimtückische Weise“, was ihm innerhalb der Kompanie den Spitznamen „Schützenkönig“ einbrachte. Zudem hatte Bayer einen besonderen Hang zur Misshandlung der Ghettoinsassen – darunter auch Kinder. Später arbeitete er als Polizist in Gladbeck und Bottrop.
Armin Rohde heiratete 1995 Angela Freifrau von Schilling. Sein drei Jahre jüngerer Bruder Uwe Rohde ist ebenfalls Schauspieler. Rohde ist Buddhist und trägt den buddhistischen Namen Karma Geleg Palsang.

## Filmografie

### Kino
- 1984: Kassensturz
- 1992: Schtonk!
- 1992: Kleine Haie
- 1992: Die Lok
- 1993: Mr. Bluesman
- 1994: Der bewegte Mann
- 1994: Pakten
- 1996: Das Superweib
- 1997: Rossini – oder die mörderische Frage, wer mit wem schlief
- 1997: Das Leben ist eine Baustelle
- 1997: Dumm gelaufen
- 1998: Das Trio
- 1998: Der Campus
- 1998: Lola rennt
- 1999: St. Pauli Nacht
- 1999: ’Ne günstige Gelegenheit
- 2000: Marlene
- 2000: Der Bär ist los!
- 2001: Taking Sides – Der Fall Furtwängler
- 2001: Das Sams
- 2002: 666 – Traue keinem, mit dem du schläfst!
- 2003: Das Sams in Gefahr
- 2005: Barfuss
- 2005: Die Bluthochzeit
- 2005: A Sound of Thunder
- 2006: Der Räuber Hotzenplotz
- 2007: Herr Bello
- 2007: Keinohrhasen
- 2008: Up! Up! To The Sky!
- 2008: Freche Mädchen
- 2009: Alter und Schönheit
- 2009: Unter Bauern – Retter in der Nacht
- 2009: Albert Schweitzer – Ein Leben für Afrika (Albert Schweitzer)
- 2010: Jud Süß – Film ohne Gewissen
- 2010: Teufelskicker
- 2010: Freche Mädchen 2
- 2011: Contagion
- 2011: Kein Sex ist auch keine Lösung
- 2012: Fünf Freunde
- 2012: Sams im Glück
- 2012: Ausgerechnet Sibirien
- 2013: Im weißen Rössl – Wehe Du singst!
- 2014: Wir machen durch bis morgen früh
- 2015: Winnetous Sohn
- 2015: Taxi
- 2016: Erlösung (Flaskepost fra P)
- 2018: So viel Zeit
- 2019: Die drei !!!
- 2020: Berlin, Berlin – Der Film

### Fernsehen

#### Fernsehfilme
- 1993: Das Double
- 1994: Nacht der Frauen (Dreiteiler)
- 1994: Angst
- 1995: Der Mörder des Babysitters
- 1995: Zaubergirl
- 1995: Mit verbundenen Augen
- 1996: Der Schattenmann (Fünfteiler)
- 1996: Gefährliche Freundin
- 1998: Das Finale
- 1998: Geiselfahrt ins Paradies
- 1998: Schlange auf dem Altar
- 1999: Das Gelbe vom Ei
- 1999: Die Liebesdienerin
- 1999: Apokalypso – Bombenstimmung in Berlin
- 1999: Tournee ins Paradies
- 2000: Gefährliche Träume – Das Geheimnis einer Frau
- 2001: Schutzengel gesucht
- 2001: Liebe. Macht. Blind.
- 2002: Freiheit for My Brother
- 2002: Dienstreise – Was für eine Nacht
- 2002: Pommery und Putenbrust
- 2002: In Liebe vereint
- 2002: Am Ende des Tunnels
- 2003: Königskinder
- 2003: Richard Tauber – Dein ist mein ganzes Herz
- 2003: Das Wunder von Lengede (Zweiteiler)
- 2005: Das Gespenst von Canterville
- 2005: Pommery und Hochzeitstorte
- 2006: Väter – Denn sie wissen nicht was sich tut
- 2006: Vater Undercover – Im Auftrag der Familie
- 2007: Die Zürcher Verlobung – Drehbuch zur Liebe
- 2008: Verrückt nach Emma
- 2008: Schade um das schöne Geld
- 2008: Zwei Weihnachtsmänner
- 2009: Die Blücherbande
- 2009: Vulkan (Zweiteiler)
- 2010: Der Meisterdieb
- 2012: Alleingang
- 2012: Das Geheimnis der Villa Sabrini
- 2012: Der Heiratsschwindler und seine Frau
- 2012: Geisterfahrer
- 2013: Mantrailer – Spuren des Verbrechens
- 2013: Helden – Wenn dein Land dich braucht
- 2014: Alles muss raus – Eine Familie rechnet ab (Zweiteiler)
- 2014: Das Lächeln der Frauen
- 2014: Die Lichtenbergs – zwei Brüder, drei Frauen und jede Menge Zoff
- 2015: Unverschämtes Glück
- 2016: Ein gefährliches Angebot
- 2016: Pregau – Kein Weg zurück (Vierteiler)
- 2016: Der mit dem Schlag
- 2017: Zwischen Himmel und Hölle
- 2018: Das Joshua-Profil
- 2019: Schneewittchen und der Zauber der Zwerge
- 2020: Werkstatthelden mit Herz
- 2022: Sayonara Loreley (Fernsehfilm)

#### Fernsehserien und -reihen
- 1988–1994: Ein Fall für zwei (verschiedene Rollen, 6 Folgen)
- 1990: Rote Erde II (Folge Heil Hitler oder Glück auf)
- 1991: Tatort: Der Fall Schimanski (Fernsehreihe)
- 1993: Hecht & Haie (Folge Geisterbahn)
- 1994: Tatort: Die Frau an der Straße
- 1994: Doppelter Einsatz (Folge Der schöne Igor)
- 1996: Auf Achse (13 Folgen)
- 1997: Bella Block: Geldgier (Fernsehreihe)
- 1997: Tatort: Bluthunde
- 1997: Polizeiruf 110: Im Netz der Spinne (Fernsehreihe)
- 1998: Polizeiruf 110: Live in den Tod
- 1998: Polizeiruf 110: Katz und Kater
- 1998, 1999: Wolffs Revier (verschiedene Rollen, 2 Folgen)
- 1999: Polizeiruf 110: Rasputin
- 2001: Tatort: Bestien
- 2003: Tatort: Dschungelbrüder
- seit 2003: Nachtschicht (Fernsehreihe) → siehe Besetzung
- 2007: Mord in bester Gesellschaft (Fernsehreihe)
- 2008: Lutter: Toter Bruder (Fernsehreihe)
- 2009–2022: Schnitzel (Fernsehreihe)
  - 2009: Ein Schnitzel für drei
  - 2013: Ein Schnitzel für alle
  - 2017: Schnitzel geht immer
  - 2019: Ohne Schnitzel geht es nicht
  - 2019: Schnitzel de Luxe
  - 2022: Das Weihnachtsschnitzel
- 2013: Ein starkes Team: Prager Frühling (Fernsehreihe)
- 2015: Tatort: Das Haus am Ende der Straße
- 2015: Tatort: Dicker als Wasser
- 2016: Helen Dorn: Gefahr im Verzug (Fernsehreihe)
- seit 2017: Der gute Bulle (Fernsehreihe) → siehe Besetzung
- 2020: Die Inselärztin: Das Rätsel (Fernsehreihe)
- 2020: Sarah Kohr – Teufelsmoor (Fernsehreihe)
- 2020: Pan Tau
- 2021: Tonis Welt (Spin off zu Club der roten Bänder)
- 2022: Anna und ihr Untermieter: Dicke Luft
- 2023: Das Traumschiff: Bahamas (Fernsehreihe)
- 2023: Der Greif (Fernsehserie)
- 2023: Rosamunde Pilcher: Amys Wunschkind (Fernsehreihe)
- 2024: Beasts Like Us (Fernsehserie)

### Synchronrollen
- 2009: Wüstenblume als Terry Donaldson für Timothy Spall
- 2016: The Jungle Book als Balu, der Bär für Bill Murray

## Hörbücher
- 1999: Roger Graf: Philip Maloney – Auf der Flucht, Die Armbanduhr und Der Mörderhai, Tandem Verlag, ISBN 978-3-8331-9188-6.
- 2006: Roger Graf: Philip Maloney – Die Leiche im Moor – ISBN 978-3-8331-0699-6.
- 2007: Barbara Kindermann: Götz von Berlichingen – ISBN 978-3-939375-28-9.
- 2008: Michael Chabon: Die Vereinigung jiddischer Polizisten – ISBN 978-3-7857-3750-7.
- 2012: Otfried Preußler: Die Räuber-Hotzenplotz-Edition – ISBN 978-3-86231-213-9.
- 2017: G. F. Unger: Verlorene Stadt, Lübbe Audio – ISBN 978-3-7857-5527-3.
- 2017: G. F. Unger: Jamie und Clyde, Lübbe Audio – ISBN 978-3-7857-5524-2.
- 2017: G. F. Unger: Texas-Marshal, Lübbe Audio – ISBN 978-3-7857-5526-6.
- 2017: G. F. Unger: Flucht durch den Blizzard, Lübbe Audio – ISBN 978-3-7857-5523-5.
- 2017: G. F. Unger: Pferdejäger, Lübbe Audio – ISBN 978-3-7857-5525-9.
- 2017: G. F. Unger: Die Gun-Sisters, Lübbe Audio – ISBN 978-3-7857-5521-1.

## Auszeichnungen
- 2000: Goldene Kamera für seine Darstellung in Sönke Wortmanns St. Pauli Nacht
- 2003: Jupiter als bester deutscher Darsteller für 666 – Traue keinem, mit dem du schläfst!
- 2003: Bambi
- 2004: Adolf-Grimme-Preis für Dienstreise – Was für eine Nacht
- 2010: DIVA – Deutscher Entertainment Preis
- 2012: Bayerischer Fernsehpreis als bester Schauspieler in einem Fernsehfilm für Alleingang
- 2012: Askania Award
- 2013: Deutscher Schauspielerpreis in der Kategorie „Bester Schauspieler Hauptrolle“ für Alleingang
- 2013: Emder Schauspielpreis beim Internationalen Filmfest Emden-Norderney
- 2015: Hessischer Fernsehpreis für seine Rolle in Tatort: Das Haus am Ende der Straße
- 2025: Deutsches Fernsehkrimi-Festival: Ehrenpreis[15]

## Dokumentation
- Wolfgang Klauser (Buch/Regie): Armin Rohde – Das Geheimnis meiner Familie. Dokumentarfilm, Deutschland 2008, 45 Min., Produktion: NDR, Erstausstrahlung: 7. April 2008.